# Nopsides ceralbonus
Genre
Espèce
Synonymes
- Nopsides ceralbona Chamberlin, 1924

Nopsides ceralbonus, unique représentant du genre Nopsides, est une espèce d'araignées aranéomorphes de la famille des Caponiidae.

## Distribution
Cette espèce est endémique du Mexique. Elle se rencontre en Basse-Californie du Sud, en Basse-Californie, au Colima, au Durango, au Coahuila, au San Luis Potosí et au Tamaulipas.

## Description
Nopsides ceralbonus compte quatre yeux.
Les mâles mesurent de 7,1 à 8,9 mm et les femelles de 7,1 à 9,5 mm.

## Étymologie
Son nom d'espèce lui a été donné en référence au lieu de sa découverte, l'île Ceralbo depuis appelée île Jacques Cousteau.

## Publication originale
- Chamberlin, 1924 : The spider fauna of the shores and islands of the Gulf of California. Proceedings of the California Academy of Sciences, sér. 4, vol. 12, p. 561-694 (texte intégral).